# Ramones
Ramones foi uma banda norte-americana de punk rock formada em Forest Hills, no distrito de Queens, Nova York, no ano de 1974. Considerada como precursora do estilo e uma das bandas mais influentes e importantes da história do rock.

No início dos anos 1970 surgiram diversas vertentes do rock nos Estados Unidos e no Reino Unido. O punk rock foi uma delas, tendo no Ramones seu pioneiro e líder que consolidou a base deste estilo musical com suas composições simples, minimalistas e repetitivas. Seu som se caracteriza por ser rápido e direto, com influências do rockabilly dos anos de 1950, do surf rock, das bandas The Velvet Underground e The Stooges, além de bandas de garotas dos anos 1960, como The  Shangri-las e Garage.
Em 30 de março de 1974, os Ramones tocaram pela primeira vez, como um trio (Joey, Dee Dee e Johnny). Em 16 de abril do mesmo ano, a banda realizou sua primeira apresentação no bar CBGB, que se tornava o refúgio do rock underground nova-iorquino da época. Ao longo de seus 22 anos de existência, os Ramones totalizaram 2 263 apresentações ao redor do mundo. O último show foi realizado em Los Angeles, Califórnia, em 6 de agosto de 1996.
Em 2 de março de 2002, a banda foi incluída no Salão da Fama do Rock and Roll, em 2004 a revista Rolling Stone elegeu as cem maiores personalidades dos primeiros cinquenta anos do rock, ficando os Ramones em 26º lugar e em 2011 a banda recebeu o prêmio Grammy Lifetime Achievement Award, que premia o artista por toda a sua obra.

## História

### Formação e primeiros passos
O embrião dos Ramones começou a gestar-se em Forest Hills, um bairro de classe média do Queens, Nova York, onde viviam todos os seus membros fundadores. A esta altura Jeffrey Hyman era um adolescente desempregado, filho de um casamento que havia terminado em divórcio, que passava seu tempo tocando bateria e colecionando discos, enquanto sua mãe tentava lhe colocar na cabeça o interesse pela pintura e seu pai lhe pedia que seguisse com seu negócio de caminhões. Jeffrey sofria de um transtorno obsessivo compulsivo, no que resultou em seu ingresso em um centro psiquiátrico.
John Cummings havia sido aluno de uma academia militar e, como amigo de infância de Jeffrey Hyman, tentou formar uma banda com ele e com outro amigo. Ao fim dos anos 1960 fundou uma banda de garagem, chamada Tangerine Puppets.

### Anos 1971–1980

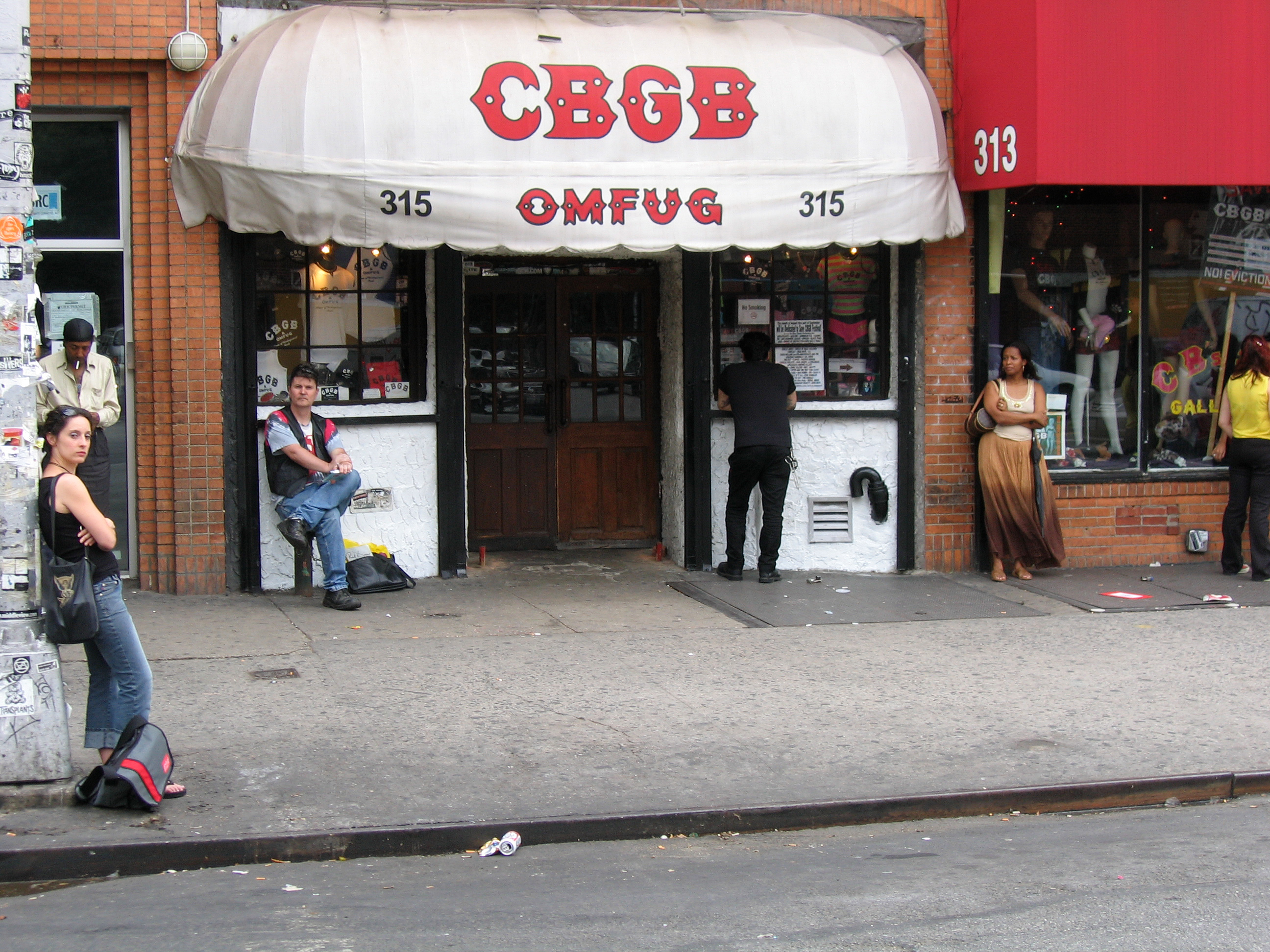
CBGB, casa noturna na qual os Ramones iniciaram sua carreira
junto a bandas como Television, Blondie, Patti Smith e Talking Heads.

Quando Douglas Colvin e John Cummings decidiram montar uma banda, chamaram para a bateria um conhecido de Douglas, Jeffrey Hyman. Nos primeiros ensaios John tocava guitarra e Douglas tocava o baixo e cantava. Batizaram a banda de Ramones, e todos passaram a utilizar o sobrenome "Ramone" , como se fizessem parte de uma família. Na verdade tratava-se de uma brincadeira com o fato de Paul McCartney se registrar em hotéis sob o pseudônimo de "Paul Ramon".
Nos primeiros ensaios, os Ramones tentaram tocar músicas de outras bandas, mas não conseguiram. Então decidiram escrever suas próprias composições. "I Don't Wanna Walk Around With You" foi escrita no primeiro ensaio. Depois eles escreveriam "I Don't Wanna Get Involved With You", "I Don't Wanna Be Learned", "I Don't Wanna Be Tamed" (o título era a letra inteira, mas Joey cantava "timed" no lugar de "tamed") e "I Don't Wanna Go Down to the Basement". Eles não haviam escrito nenhuma música "positiva" (isto é, sem as palavras "I Don't Wanna", que significam "eu não quero") até surgir a música "Now I Wanna Sniff Some Glue". Em seguida, "It's a Long Way Back to Germany", "Blitzkrieg Bop", "I Don't Care" e "Babysitter" foram adicionadas ao repertório.
Após os ensaios ficou claro que Dee Dee tinha dificuldade para tocar baixo e cantar ao mesmo tempo, assim como Joey não conseguia cantar e tocar bateria ao mesmo tempo. A banda decidiu, então, que os vocais ficariam com Joey e que procurariam um novo baterista. Fizeram diversos testes no pequeno estúdio Performance Studio, onde trabalhava um velho amigo dos integrantes, Thomas Erdelyi. Antes de cada teste, Erdelyi pegava as baquetas para mostrar aos candidatos como era o estilo da banda, e, como Johnny, Joey e Dee Dee não gostaram dos candidatos que se apresentaram, logo ficou evidente que o melhor baterista para os Ramones seria o próprio Erdelyi. Ele adotou o nome Tommy Ramone e entrou para o grupo.
O primeiro show dos Ramones foi feito no Performance Studios, em 30 de março de 1974. Logo a banda passaria a fazer shows na casa noturna CBGB's, integrando uma cena "underground" composta por bandas como Blondie, Television, The Cramps, Talking Heads, The Voidoids e The Patti Smith Group.
Em 1975, conseguiram um contrato de cinco anos com a gravadora Sire Records. Seu primeiro LP, Ramones, lançado em 1976, foi o primeiro disco de punk rock da história,[carece de fontes?] inaugurando o estilo com catorze músicas rápidas e curtas — a duração do álbum é de pouco mais de 29 minutos. A banda começou a fazer shows nos Estados Unidos para divulgar o álbum. Na Inglaterra, foi lendário seu primeiro show, realizado em Londres, em 4 de julho de 1976, apoiando os veteranos sessentistas dos Flamin' Groovies, que eram a banda principal no show. Enquanto isto, em Sheffield, estavam presentes os integrantes de bandas que ainda estavam dando seus primeiros passos, como The Clash, em seu primeiro show, e Sex Pistols, que compartilhavam com os Ramones as influências musicais de Stooges, MC5 e New York Dolls.
O ano de 1977 foi intenso para os Ramones. Lançaram Leave Home e Rocket to Russia, excursionaram por toda a América do Norte, tocaram com Iggy Pop e visitaram a Europa no meio e no final do ano. Nesta tour britânica de final de ano, registraram quatro shows para lançar um futuro álbum ao vivo. No show da virada de ano, tocaram no Rainbow Theatre juntamente com os Rezillos e Generation X. Gravado em 31 de dezembro de 1977, It's Alive — que só seria lançado em 1979 — continha 28 faixas englobando os três primeiros discos. Foi o último registro do baterista Tommy na banda, que em 1978 saiu do grupo, por não gostar das longas turnês que a banda vinha fazendo. No seu lugar chamaram o ex-baterista do The Voidoids, Marc Bell.
Bell, agora Marky Ramone, entrou na banda no começo de maio e em algumas semanas já estava gravando o álbum Road to Ruin com o grupo. Seu primeiro show, em 29 de junho, foi após a gravação do disco. Contendo músicas mais longas que os discos anteriores, lançaram um disco com apenas doze faixas.
Os Ramones fizeram 154 shows para divulgar seu quarto álbum, Road to Ruin, em 1978. Nesse ano, o novo baterista Marky se firmaria no quarteto. Em dezembro começaram as filmagens de Rock 'n' Roll High School, uma película dirigida por um clássico diretor de filmes de classe B. A trilha sonora do filme foi lançada em 1979, assim como o disco ao vivo It's Alive. Como recebiam muito pouco dinheiro durante a gravação do filme em Los Angeles, tinham que fazer shows nas cidades próximas para pagar a conta do hotel. Mas no meio dessa correria, conheceram o homem que remixou duas músicas dos Ramones para o filme e que viria a produzir o próximo álbum da banda.
A trilha sonora desta comédia adolescente norte-americana tinha vários artistas, entre eles MC5, Devo, Eddie and the Hot Rods, Chuck Berry e os Ramones, que apareciam com duas versões de "Rock 'n' Roll High School". Trazia ainda músicas ao vivo da banda, de um show de sete músicas dos álbuns anteriores e outra música inédita chamada "I Want You Around", que aparece tanto na trilha sonora do filme como na coletânea All The Stuff (And More!) Volume 2.

### Anos 1980–1990

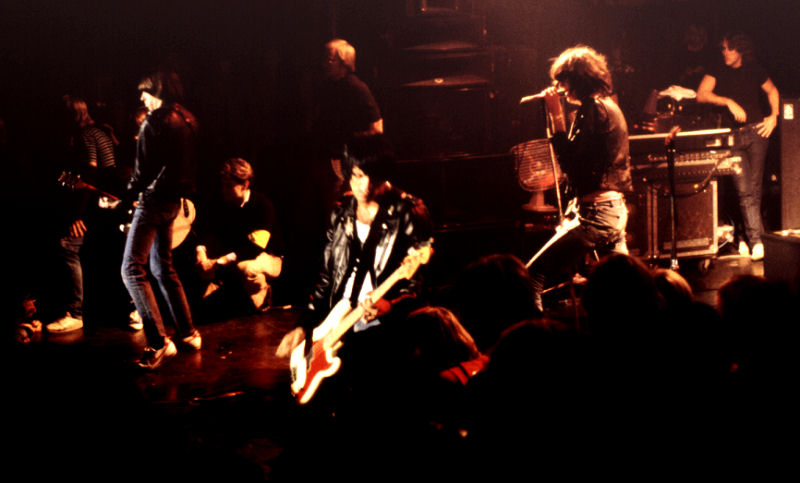
Ramones em Oslo, 1980.

No início da década de 1980, conflitos começaram a provocar tensão na banda. Até então Joey tinha pouca participação na composição das músicas — que ficavam praticamente a cargo de Johnny e Dee Dee — mas nessa época ele passaria a ter um papel mais importante nos bastidores.

#### End of the Century
Em uma tentativa de alcançar o sucesso comercial, a gravadora e os Ramones havia chamado o produtor Phil Spector para produzir o próximo disco da banda. Spector se tornou famoso na década de 1960 produzindo discos de bandas como The Ronettes e Crystals, e na década de 1970 produziu diversos discos da carreira solo dos ex-Beatles John Lennon e George Harrison.

#### 1981:Pleasant Dreams
Desde a saída de Tommy, a banda estava sem um líder. Johnny se tornou o líder dos Ramones, pelo menos na questão dos negócios e da administração do dinheiro. Em relação às músicas, Joey e Dee Dee ainda eram os principais compositores. Lançaram então Pleasant Dreams, o primeiro disco em que os Ramones não apresentavam uma versão cover. Também foi o primeiro no qual não apareciam na capa. E foi a partir deste álbum que os créditos das músicas vieram assinadas pelos autores específicos, e não por toda a banda. Pleasant Dreams apresentava sete canções de Joey e cinco de Dee Dee.

#### 1983:Subterranean Jungle

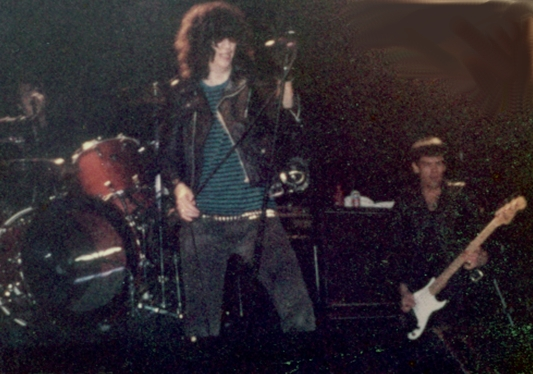
Ramones durante show em 1983.

O resultado do álbum Pleasant Dreams deixou os Ramones infelizes.[carece de fontes?] O álbum seguinte, Subterranean Jungle, foi diferente. Johnny Ramone, que chefiava a parte burocrática da banda, não compunha nada. Johnny recebeu os créditos como coautor de "Psycho Therapy" mas na verdade foi Dee Dee quem escreveu aquela música inteira.[carece de fontes?] Se no disco anterior não gravaram nenhum cover, desta vez abriram o álbum com duas versões e no lado B ainda havia mais uma.
Já o problema do baterista Marky com o álcool tinha ficado intolerável[carece de fontes?] a ponto de ele faltar a shows, sendo que em Cleveland faltou duas vezes, até acabar por sair dos Ramones no final das gravações de Subterranean Jungle para se tratar em uma clínica de reabilitação de álcool e drogas. Durante a conclusão do álbum estavam à procura de um novo baterista. Tentaram com Billy Rogers, que tocou com The Heartbreakers. Foi Billy quem gravou a bateria de "Time Has Come Today". Mas Billy acabou não ficando na banda. O escolhido foi Richard Reinhardt que se tornou Richie Ramone no dia 13 de fevereiro de 1983. Além de cantar o refrão de "Outsider" — semelhante ao que tinha feito em "53rd & 3rd", do primeiro álbum da banda —, foi neste disco que Dee Dee começou a cantar algumas música de sua autoria. "Time Bomb" foi a primeira música com Dee Dee como vocalista principal.
Na época dos álbuns Subterranean Jungle, Too Tough to Die e Animal Boy, os Ramones contavam com um segundo guitarrista convidado, chamado Walter Lure, que duelava com Johnny Thunders na banda The Heartbreakers.

#### Too Tough to Die
De agosto a dezembro de 1983 os Ramones ficaram sem tocar ao vivo. Foi o período mais longo em que a banda ficou sem fazer shows, devido a internações hospitalares de Joey e Johnny. Na noite do dia 15 de agosto, o guitarrista estava num bar e viu uma garota bêbada. Johnny ofereceu assistência à garota, mas em troca recebeu socos, chutes e pontapés na cabeça pelo suposto namorado da bêbada. Houve boatos sobre a necessidade de uma cirurgia no cérebro como consequência da briga, mas Joey desmentiu esta informação, declarando que a extensão das lesões de Johnny foram gravemente exageradas pela mídia. O vocalista, por sua vez, ficou apenas uma semana internado por conta de uma infecção no pé.
Johnny esteve entre a vida e a morte. Após a recuperação do guitarrista, os Ramones começaram a sair juntos novamente, e também resolveram sair em turnê sem namoradas ou esposas. Além disso, resolveram fazer um álbum mais pesado e sem a preocupação de emplacar um hit. Chamaram Ed Stasium e Tommy para a produção. O primeiro álbum com o baterista Richie se chamaria Too Tough to Die, nome da terceira música do álbum. Too Tough To Die ("Muito durão para morrer", em português) foi uma homenagem que Dee Dee fez a Johnny.
Too Tough to Die foi o primeiro dos três álbuns que o baterista Richie gravou. Das doze faixas do álbum, uma tinha sido composta por Richie e duas por Joey — uma deles, "Dangers Of Love", foi a primeira coautoria de Daniel Ray. No restante, Dee Dee era autor ou coautor, juntamente com Johnny.

#### Animal Boy
No meio de 1985, Joey e Dee Dee se juntaram ao ex-baixista dos Plasmatics, Jean Beauvoir, no intuito de escrever e gravar uma música chamada "Bonzo Goes to Bitburg", um protesto contra a visita do então presidente Ronald Reagan ao cemitério de guerra localizado em Bitburg, Alemanha, onde se encontravam sepultados vários corpos de altos cargos da SS Nazista.
A música foi lançada apenas no Reino Unido, no formato doze polegadas, tendo "Dangers Of Love" e a até então inédita "Go Home Ann" no lado B. A música foi reintitulada "My Brain Is Hanging Upside Down" quando apareceu no álbum Animal Boy, de 1986.
Animal Boy foi o nono álbum de estúdio dos Ramones e foi lançado em maio de 1986. O disco abria com a segunda composição de Richie para os Ramones: "Somebody Put Something in My Drink", que foi inspirada em um incidente verdadeiro, quando alguém teria "deixado cair" um ácido na gim tônica do baterista.[carece de fontes?] Joey Ramone contribuiu em apenas duas faixas além de "Bonzo Goes to Bitburg".
Assim como "Eat the Rat", "Love Kills" era cantada por Dee Dee. "Love Kills" foi um tributo a Sid Vicious e foi escrita para o filme "Sid and Nancy", mas acabou não sendo incluída na trilha sonora da película. No último show dos Ramones, em 1996, Dee Dee (já fora da banda) foi convidado para cantar "Love Kills" e o fez à sua maneira, cantando desafinando, fora de ritmo e também deixando de cantar certas partes da letra.

#### Halfway To Sanity

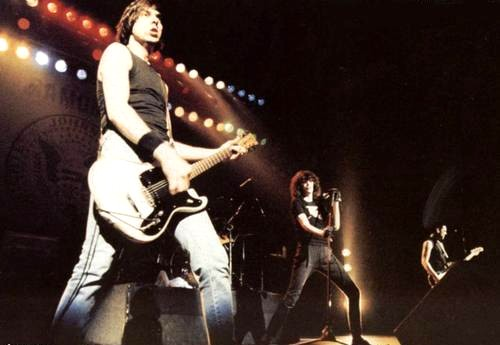
Ramones em São Paulo, Brasil em 1987

Halfway to Sanity foi lançado em 1987, ainda com Richie empunhando as baquetas. Não apresentava (assim como os dois álbuns antecessores) nenhum cover. Dee Dee foi quem escreveu a maioria das faixas, algumas ("I Wanna Live" e "Garden of Serenity") co-escritas com o produtor Daniel Rey. Rey era guitarrista do Shrapnel, uma pequena banda punk de Nova Jérsei que abriu vários shows dos Ramones. Daniel Rey também trabalhava como produtor e tornou-se amigo de Joey.
A primeira parceria de ambos surgiu no álbum Too Tough to Die. Em Halfway to Sanity, os Ramones queriam se auto-produzir e chamaram Daniel Rey para comandar a empreitada. Dee Dee continuou compondo seus hardcores como "I Lost My Mind" e "Weasel Face", mas só fez as vozes principais em "I Lost My Mind". Johnny e Dee Dee escreveram "Bop 'Til You Drop". Richie, compôs duas ("I'm Not Jesus" e "I Know Better Now"). Joey continuava contribuindo com poucas: "A Real Cool Time" e "Bye Bye Baby", que foi a música mais longa da banda, com 4 minutos e 33 segundos.
Halfway to Sanity trazia uma convidada especial: Deborah Harry, do Blondie, que fez vocais de apoio em "Go Lil' Camaro Go".

##### A saída de Richie
Richie foi baterista dos Ramones durante quatro anos e meio e fez cerca de quatrocentos shows. Tocando inclusive em São Paulo e no Rio de Janeiro, quando a banda visitou o Brasil pela primeira vez no começo de 1987. Enquanto ramone, Richie compôs quatro músicas, uma delas chamada Somebody Put Something In My Drink, que se tornou uma das mais clássicas do quarteto. Richie também fazia backing vocals em shows e nos álbuns. Muitos dizem que o estilo dele tocar bateria não combinava com o básico três acordes da banda.
Richie gravou Halfway to Sanity, mas um pouco antes do lançamento do álbum deixou a banda, sem aviso prévio. Mais desagradável foi a maneira pela qual o baterista saiu do grupo. As coisas estavam indo relativamente bem, até que de uma hora para outra Richie terminou com sua antiga namorada, encontrou outra e repentinamente se casou com a nova garota, uma milionária. Richie achava que os Ramones queriam expulsá-lo da banda, o que não era verdade. A esposa do baterista apareceu em uma limusine, na saída de um show dos Ramones, e ela mesma disse ao empresário da banda que Richie estava deixando o grupo. Richie entrou na limusine e nunca mais seria visto por nenhum ramone ou outra pessoa ligada à banda, mesmo tendo sido procurado diversas vezes. O pouco que se soube é que o ex-baterista trabalhou de golf caddie em Los Angeles, no começo dos anos 1990, e como recepcionista de um hotel em alguma cidade dos Estados Unidos. Hoje em dia é um empresário bem sucedido e toca com uma orquestra nos Estados Unidos e na Europa. Recentemente, em setembro de 2007, entrou com um processo contra a Apple Inc. e a Walmarck por venderem músicas suas (tocadas pelos Ramones) sem autorização prévia ou direitos autorais.
Richie compôs duas faixas em Halfway to Sanity. O hardcore I'm Not Jesus e I Know Better Now.

##### Elvis Ramone
Richie deixou a banda no dia 14 de agosto. Cinco shows foram cancelados às pressas. Pressionados por perder um baterista nas vésperas de lançar um novo álbum, em menos de 24 horas a banda chamou o fã da banda Clem Burke, baterista do Blondie e Chequered Past. Clem receberia o nome artístico de Elvis Ramone e fez algumas fotos promocionais para o novo álbum — inclusive uma dessas fotos é uma das mais publicadas em toda história do quarteto — e, no dia 28 de agosto, fez seu primeiro show com os Ramones.
No dia seguinte, Burke fazia o segundo e último show como baterista da banda. Os dois shows com ele foram um desastre; mesmo interessado, o estilo com que ele tocava bateria não tinha nada a ver com os Ramones. O tempo dobrado nos chimbais era algo totalmente estranho para alguém acostumado com a batida bem menos rígida do Blondie.
Mesmo custando a acreditar na recuperação do ex-alcoólatra Marky, a banda resolveu marcar um ensaio para ver como o ex-baterista se sairia. Uma música bastou para Johnny e Joey ouvirem o que achavam que os Ramones deveriam soar sempre. Uma semana após a tentativa com Burke, Marky estava de volta aos Ramones. Cinco dias depois (no dia 4 de setembro) ele faria seu retorno e nenhum show teve que ser cancelado.
O retorno triunfal de Marky, em 1987, foi marcado por uma agenda cheia de shows pelos Estados Unidos e pela Europa — também pela gravação de uma música nova de Joey chamada Merry Christmas (I Don't Wanna Fight Tonight), que foi lançada na Inglaterra como lado B do single de I Wanna Live; e pela gravação de um show no Ritz que seria usado para o vídeo de I Wanna Live.

#### Brain Drain
Entre 1987 e 1988, os Ramones estavam sendo reconhecidos como uma banda realmente muito importante. Animal Boy e Halfway to Sanity eram citados como álbuns do ano. Não tocavam nas rádios, não apareciam na MTV mas eram mainstream do mesmo jeito. Músicos de bandas consolidadas ou emergentes citavam os Ramones como sua maior influência. Dee Dee lançava seu primeiro registro solo, "Funky Man", um doze polegadas no qual mostrava um rap inspirado em Run DMC, L.L. Cool J, Beastie Boys e Suicidal Tendencies.
No vídeo de I Wanna Live, Joey vestia uma camiseta do grupo punk metal Corrosion of Conformity. No vídeo de I Wanna Be Sedated (que fizeram para divulgar a coletânea Ramones Mania) Dee Dee vestia outra do Motörhead. Circulavam livremente e eram respeitados nas cenas do punk rock, hardcore, hard rock, heavy metal e rap. Os Ramones eram uma banda universal e assim fizeram um show para dois mil surfistas de 64 países num campeonato mundial de surf em Porto Rico.
Foi neste clima que, em maio de 1988, foi lançado Ramonesmania, uma compilação de trinta músicas englobando todos os dez álbuns que já tinham gravado. As poucas raridades ou novidades eram Sheena Is a Punk Rocker, Howling At The Moon e Needles and Pins em versões singles, uma gravação inédita de Rock and Roll High School e um respeitável cover para uma canção de 1969 de uma obscura banda chamada 1910 Fruitgum Company, para promover o lançamento de Ramonesmania, foi lançado o clipe da música "I Wanna Be Sedated", de 1978, do álbum Road To Ruin.
Stephen King sempre foi um grande fã dos Ramones. Certa vez, em 1984, promoveu um show em sua cidade natal no estado de Maine com Ramones e Cheap Trick. Em 1989, Dee Dee Ramone e Daniel Rey escreveram Pet Sematary, música que seria o nome e o tema de um novo filme de Stephen King (cujo nome é Cemitério Maldito no Brasil). Um pouco antes do lançamento do seu décimo primeiro álbum de estúdio, os Ramones lançaram "Pet Sematary" como single (no lado B, "Sheena Is a Punk Rocker", que também fazia parte da trilha sonora). Prevendo que a música seria um grande hit, trataram de gravar um vídeo que foi rodado em uma noite de lua cheia em um cemitério de Nova Iorque, com participações de Debby Harry, Chris Stein, Daniel Rey, Andy Shernoff e Cheetha Chrome dos Dead Boys.
Brain Drain apareceu em maio de 1989 e recebeu a produção de Bill Laswell. Foi o primeiro álbum após a volta do baterista Marky. Das doze faixas (seis compostas por Dee Dee), a primeira de cada lado se destacava: I Believe In Miracles abrindo o disco e Pet Sematary, a primeira do lado B. Depois de três álbuns de estúdio sem covers, ressuscitaram Palisades Park, de 1962. As demais faixas apresentavam parcerias com o Dictators Andy Shernoff, Johnny, Marky e Daniel Rey.
Fechando o álbum, quatro músicas de Joey Ramone, entre elas Merry Christmas, que já tinha aparecido no lado B de I Wanna Live; e Can't Get You Outta My Mind, música que já tinha sido gravada numa demo do começo da década de 1980, no álbum Pleasant Dreams.

##### A saída de Dee Dee
Brain Drain foi lançado em maio de 1989; "Pet Sematary" já era vídeo e estava começando a tocar com frequência nas rádios comerciais e na MTV. Parecia que finalmente os Ramones teriam o merecido sucesso comercial. Mas após o término de uma turnê americana, Dee Dee resolveu sair da banda. Seu último show foi na cidade californiana de Santa Clara, no dia 5 de julho de 1989.
De 1984 até 1989, Dee Dee permaneceu praticamente longe das drogas pesadas e procurou ajuda em organizações como Alcoólicos Anônimos ou Narcóticos Anônimos, sempre com a ajuda de sua esposa Vera. Após gravar Brain Drain, em que parecia estar totalmente envolvido, parou de tomar os seus medicamentos, terminou o seu casamento de dez anos com Vera e depois abandonou os Ramones na turnê de Brain Drain.
Havia a pressão de intermináveis turnês, gravações e músicas a escrever. Realmente seu destino era a vida junkie. Mesmo quando estava praticamente "limpo", de uma forma ou de outra a sua personalidade obsessiva vinha à tona. Teve uma fase em que a sua coleção de armas ficou extremamente numerosa; teve outra fase na qual colecionava relógios e usava duas em um pulso e três em outro. Suas dezenas de tatuagens foram feitas em pouco tempo, para nunca mais se tatuar. Como não estava de corpo e alma nos Ramones, abandonou a banda. Com Dee Dee era tudo ou nada. Mas o que ele queria mesmo era liberdade, nem que isso significasse uma volta ao vício em heroína, o que culminaria com sua morte por overdose, em 2002.
Após a saída dos Ramones, Dee Dee passou a gravar rap e passou a usar Dee Dee King como nome artístico. Lançou várias músicas e CDs, porém com pouca aceitação do público. Mesmo fora da banda, continuou ajudando na composição das letras das músicas e algumas vezes na organização de shows.

##### C.Jay Ramone

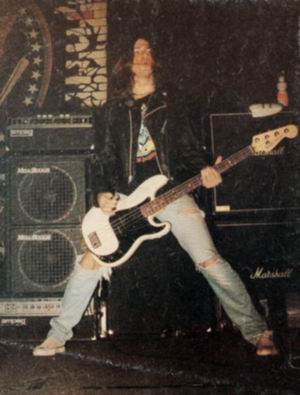
C.Jay Ramone

Com a saída de Dee Dee, os Ramones remanescentes trataram de marcar uma audição para arranjar um novo baixista. Nem passou pela cabeça deles que a banda deveria encerrar as atividades. Mesmo Dee Dee sendo a alma dos Ramones e o principal compositor, eles queriam e deveriam prosseguir. Os testes para um novo baixista foram constrangedores. A maioria dos candidatos compareceram à audição para ver Johnny e Joey de perto. Depois de inúmeras audições, chegou-se à conclusão de que o primeiro candidato era o mais interessante: Christopher Joseph Ward, de 24 anos, tocava bem, tinha estilo próprio e não imitava Dee Dee. Logo recebeu o apelido de C.Jay Ramone.
A primeira apresentação, em 4 de setembro de 1989, em um programa de TV foi um desastre. O batismo de fogo foi no dia 30, na Inglaterra. Um dos principais shows que C.J. fez foi Loco Live, gravado em Barcelona, na Espanha.

### Anos 1990: o final do grupo
Joey começou um demorado e trabalhoso, porém bem sucedido, processo de abandono das drogas. Em 1990, parecia um tornado, de tão ativo e intenso. Promovia festas, discotecava em clubes, aparecia em programas de rádio e TV, fazia jam sessions com a nata do rock nova-iorquino, conduzia painéis de discussão anticensura, entre outras causas como aids, ecologia, direitos animais e desemprego.
Agora Joey era visto como um rock star essencial e de espírito elevado. Ainda arranjava tempo para gravar dois vídeos novos: Merry Christmas' e I Believe in Miracles; além de compor várias músicas novas. Mas ainda não era hora dos Ramones lançarem um álbum inédito. Trataram de compilar os dois primeiros discos em um duplo e colocar umas faixas inéditas. All The Stuff (And More!) Volume 1 trazia duas músicas ao vivo, duas em versão demo (I Can't Be e I Don't Wanna Be Learned/I Don't Wanna Be tamed) e a música que entrou no lugar de Carbona Not Glue (Babysitter) na versão britânica do Leave Home.
No ano de 1990, foi lançado "Lifestyle of the Ramones", uma compilação de todos os vídeos que a banda tinha feito, até a data.
Em 31 de maio de 1990, "All The Stuff (And More!) Volume 2" foi lançado. O disco duplo trazia na íntegra "Rocket To Russia" e "Road To Ruin" e mais 4 faixas inéditas. Eram elas: I Want You Around (versão original), Yea Yea, I Don't Want To Live This Life Anymore e S.L.U.G.
A década de 1990 começou com Motörhead compondo uma música chamada R.A.M.O.N.E.S. Joey foi quem se sentiu mais honrado com o tributo prestado por Lemmy. Neste ano também foi lançado outro tributo chamado "Gabba Gabba Hey", com vários artistas norte-americanos, entre eles: Keith Morris, D.I., Chemical People, os irmãos Agnew, Jeff Dahl e duas bandas que estavam entre as prediletas de C.J. na época, L7 e Bad Religion.
Em 1991, os Ramones definitivamente eram uma banda universal. Turnês de dez dias na Austrália, dez na Espanha, três dias seguidos em Tóquio, Buenos Aires ou São Paulo começaram a se tornar rotineiras. Os argentinos eram os fãs mais fanáticos da banda. Chegavam a fechar a rua do hotel e promoviam coros de "hey ho let's go" no aeroporto que davam para ser ouvidos pela banda ainda antes desta sair do avião. Em São Paulo, três apresentações cheias na extinta casa de shows Dama Xoc. Numa das noites pós-show, Joey participou de um programa de rádio e escolheu músicas de seus artistas favoritos: New York Dolls, Stooges, Motörhead, MC5, The Who, David Bowie, Jimi Hendrix, AC/DC, Buzzcocks, Blondie, Alice Cooper, Jane's Addiction e temas dos Ramones.
Em Barcelona, os Ramones reservaram duas datas e gravaram Loco Live, o segundo álbum ao vivo dos Ramones. O álbum saiu em duas versões: europeia e americana. A diferença entre as duas era a capa e umas 5 faixas diferentes entre as 33 presentes. Nesta época os Ramones estavam tocando em um ritmo bem acelerado. C.J. fazia backing vocals certeiros e cantava Wart Hog, Marky comandava o chimbal de forma impressionante, Johnny era perfeito na sua simplicidade e Joey, mesmo atropelando frases, mostrava por que era um vocalista soberbo.
Mondo Bizarro foi lançado no dia 1 de setembro de 1992. Com o sucesso do Nirvana e outras bandas alternativas, as portas estavam abertas para os Ramones, que desta vez esbanjavam credibilidade. Mondo Bizarro era esperado por muitos motivos, pois seria o primeiro registro de estúdio após três anos sem Dee Dee Ramone.
O disco abria com Censorshit, música que Joey compôs anos antes e já vinha tocando em algumas aparições solo. Marky colaborou com dois temas pouco inspirados. Johnny não compôs nada e apenas escolheu que música dos The Doors eles iriam tocar; fizeram uma versão caprichada de Take It As It Comes, com Joe McGinty dos Psychodelic Furs nos teclados.
Dee Dee que, não estava mais na banda, colaborou com três temas: o hit do álbum, Poison Heart, e outras faixas brilhantemente cantadas por C.J.: Main Man e Strength To Endure. Poison Heart ganhou o primeiro clip saído de Mondo Bizarro e era uma música que Dee Dee tinha feito numa época em que ele estava tocando com Stiv Bators e Johnny Thunders. Dee Dee vendeu os direitos autorais dessa música para pagar uma fiança, pois estava preso por porte de drogas. Na verdade, Dee Dee continuou compondo para os Ramones porque precisava de dinheiro e agora os Ramones eram uma banda grande e vendia muito bem.
Produzido por Ed Stasium, Mondo Bizarro foi um enorme sucesso comercial na época de seu lançamento. Mondo Bizarro é definitivamente um álbum de Joey Ramone. Joey, que compôs 7 das 13 faixas, estava há dois anos livre das drogas e do álcool e estava levando uma vida 100% saudável, além de ter mergulhado na medicina holística, homeopatia, quiropatia e até mesmo no yoga. O começo dos anos 1990 foi a época mais feliz e criativa do vocalista. Escrevia sobre diversos temas com maestria: censura, política, solidão, fidelidade de seus fãs (It's Gonna Be Alright), temas ramônicos clássicos como Heidi Is A Headcase e Cabbies on Crack; e para fechar o álbum, Touring, originalmente composta por Joey em 81 e que em Mondo Bizarro recebeu uma nova versão.
Mondo Bizarro foi sucesso de crítica e de vendas. Os Simpsons prestaram um homenagem ao quarteto(chamando-os para cantar "happy birthday" para o personagem Sr. Burns) e a gravadora pediu para que os Ramones gravassem mais algumas versões dos anos 1960, para futuro lançamento de um CD, com o cover Take It As It Comes do The Doors no lado A. O projeto se arrastou. A gravadora propôs algumas faixas para a banda "fazer", então cada ramone escolheu as faixas que mais amavam e que gostariam de regravar, e em 1993 foi lançado Acid Eaters. Os Ramones sempre fizeram regravações de músicas antigas e o resultado quase sempre era animador. Desta vez, elaboraram um álbum inteiro com músicas do final dos anos 1960, a época que mais influenciou Joey e Johnny Ramone.
Algumas escolhidas como Substitute, Somebody To Love e I Can't Control Myself já tinham sido regravadas por Sex Pistols, Agent Orange e Buzzcocks respectivamente. Também escolheram faixas obscuras de bandas clássicas como Out Of Time dos Rolling Stones e When I Was Young do The Animals.
Marky sugeriu a inusitada 7 And 7 Is e C.J. escolheu Have You Ever Seen The Rain? do Creedence Clearwater Revival — o baixista estava com prestígio sobrando e ficou responsabilizado por 3 belos vocais em My Back Pages do Bob Dylan, Shape Of Things To Come dos Yardbirds e Journey To The Center Of The Mind dos The Amboy Dukes, faixa que abria o CD.
Apesar da qualidade indiscutível de mais este álbum, Acid Eaters foi um erro comercial. O momento pós-grunge pedia por novas canções ramônicas de punk rock simples e direto, lacuna preenchida comercialmente pelo estrondoso sucesso de bandas novas como The Offspring e Green Day.
A versão normal do álbum encerrava com Surf City dos Beach Boys, já a versão japonesa continha uma décima terceira faixa também dos Beach Boys, intitulada Surfin' Safari.
Apenas em 1994 os outros Ramones ficaram sabendo que o vocalista Joey estava com câncer. Em 95, Joey deixou claro que os Ramones teriam que parar de fazer shows. O vocalista estava ficando cada vez mais cansado e debilitado, afinal não era nada fácil fazer shows longos e intensos, coberto por jaqueta de couro e iluminação forte.

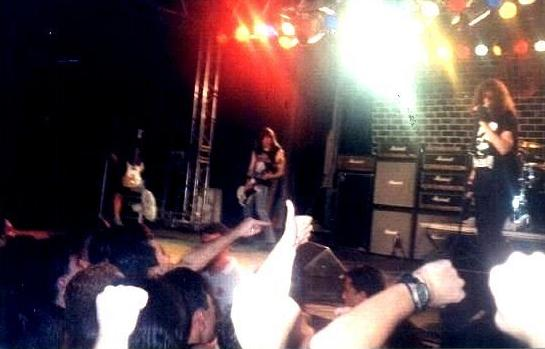
Show dos Ramones em Mogi Das Cruzes, São Paulo, em 1996

Além da saúde debilitada do vocalista, o grande problema dos Ramones eram os vários anos de tensão e pouca comunicação entre os integrantes. O fim da banda não era oficializado mas comunicaram à imprensa que um último disco seria gravado. Nesse clima, foi lançado ¡Adios Amigos!. O disco abre com um cover inusitado de Tom Waits. Na sequência, três músicas de Dee Dee, sendo que a Makin Monsters for My Friends e It's Not For Me To Know já tinham aparecido num disco solo do antigo baixista.
Joey aparece com apenas duas faixas lentas e brilhantes. Spiderman aparece como faixa escondida e I Love You dos The Heartbreakers são outros dois covers do álbum. Marky compõe Have a Nice Day, a faixa menos inspirada das 13 listadas. Metade do disco é de autoria da parceria Daniel Rey e Dee Dee, sendo que em Born To Die In Berlin o antigo baixista canta o terceiro verso em alemão, numa gravação feita por telefone. C.J. canta em 4 músicas, e estreia como compositor na banda com duas músicas: Scattergun e Got A Lot To Say.
Do lançamento de ¡Adios Amigos! até o fim da banda os Ramones ficaram um ano excursionando e fazendo os últimos shows pelas principais cidades do mundo. No dia 29 de fevereiro gravaram um show em Nova Iorque, que deu origem ao terceiro álbum ao vivo do quarteto: "Greatest Hits Live" - lançado no meio do ano de 96 e que serviu para promover a participação dos Ramones na turnê Lollapalooza. Como o título sugere, Greatest Hits Live trazia as músicas mais famosas do grupo, mas o atrativo principal era o registro ao vivo de faixas de álbuns recentes como: I Don't Want To Grow Up, Strength To Endure, Spiderman, Cretin Family e The Crusher. Além disso duas versões de estúdio enriqueciam o disco: um cover da sessentista Any Way You Want It e uma regravação de R.A.M.O.N.E.S. do Motörhead.
Logo após este show em NYC o Brasil recebeu pela última vez os Ramones em 6 datas emocionantes. Na sequência, o quarteto fez em Buenos Aires o que seria o último show da história do grupo. Mas um convite para participar do Lollapalooza alterou o curso da história. Neste show em Buenos Aires no estádio de River Plate os Ramones tocaram junto com Iggy Pop e Die Toten Hosen para setenta mil argentinos alucinados.
A TV Argentina transmitia ao vivo o espetáculo para todo o país. Antes de Blitzkrieg Bop Joey vai ao microfone e fala "Don't cry for me Argentina". Dee Dee que morava em Buenos Aires na época ficou de fazer uma participação mas esta acabou não acontecendo. Dee Dee chegou ao hotel na hora dos autógrafos, hora de tumulto e confusão, os seguranças não reconheceram o ex-baixista que se sentiu esnobado. Finalmente a produção achou Dee Dee e o colocou dentro da van que os levariam ao local do show. Mas Dee Dee parecia perturbado e simplesmente pulou para fora da van e sumiu.
O último show dos Ramones aconteceu no dia 6 de agosto de 1996 no Palace em Hollywood. Chamaram vários convidados como Eddie Vedder, Lemmy Kilmister, Tim e Lars do Rancid, Chris Cornell do Soundgarden e Dee Dee Ramone. Dee Dee ficou encarregado de cantar Love Kills mas entrou errado na música e esqueceu quase toda a letra. Foi o show de número 2 263 e deu origem ao álbum e ao vídeo We're Outta Here!. Os Ramones eram a epítome de NYC e fizeram o último show em Los Angeles apenas porque Johnny estava se mudando para lá e queria que assim fosse. A ideia inicial era que o último show fosse de graça no Times Square em NYC.
Após esta derradeira apresentação os Ramones ainda receberam uma proposta irrecusável para fazer seus últimos shows na América do Sul. Joey Ramone não aceitou, fato que deixou Marky e Johnny transtornados, afinal esta única semana de shows pelo Brasil e Argentina dariam muito mais lucro do que as seis semanas que fizeram no festival Lollapalooza. Joey sempre foi a alma dos Ramones e para ele, tudo já tinha realmente acabado. Joey estava mais preocupado com seu projeto solo e sua doença (a voz de Joey nas ultimas músicas do último show aparenta cansaço, não demonstrando o mesmo vigor de antes).
A última vez que eles todos se reuniram (exceto Richie) foi em 99 no lançamento da compilação Hey Ho Let's Go, pela Rhino e antes disso, no final de 1997, no lançamento da caixa We're Outta Here.

### Anos 2000 - período pós-banda

#### Joey, Dee Dee e Johnny

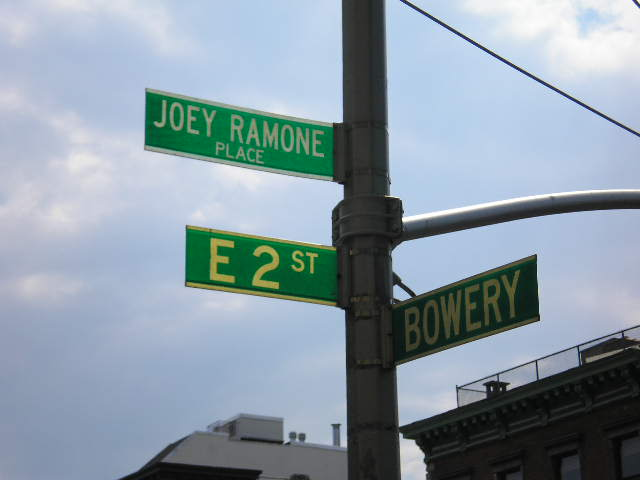
Joey Ramone's Place, em Nova Iorque

Desde o fim dos Ramones, Joey lutava contra o câncer linfático e planejava seu disco solo. No final do ano 2000, o câncer deu uma trégua e o vocalista ainda fragilizado finalizava seu álbum junto com Daniel Rey. Mas em dezembro Joey escorregou no gelo da calçada à frente de seu apartamento e quebrou a bacia. A medicação do tratamento foi interrompida para que uma cirurgia fosse realizada e assim o câncer se alastrou. Num domingo de Páscoa, 15 de abril de 2001, Joey Ramone faleceu. A notícia abalou milhares de fãs do mundo inteiro. Os Ramones eram tudo para Joey, ele era um dos símbolos do punk e um dos vocalistas e personagens mais influentes da história do rock e da música.
Com o fim dos Ramones as músicas de Dee Dee não estavam sendo gravadas e em 97 surge o álbum Zonked!/Ain't It Fun, de Dee Dee Ramone. Neste álbum ele assume os vocais e a guitarra, Marky toca bateria, Daniel Rey toca a outra guitarra e produz o trabalho, Barbara arrisca no contra-baixo e canta em três faixas, e há as participações especiais de Lux Interior (The Cramps) e Joey Ramone.
Depois disso Dee Dee parodiou a si mesmo lançando trabalhos menores como Greatest and Latest, The Ramaiz(Marky, Dee Dee e C. J.) e Hop Around. No dia 5 de junho de 2002 foi encontrado morto aos 50 anos em seu apartamento por uma overdose de heroína. Foi pequeno e simples o enterro do baixista. Lá estavam sua mãe, sua esposa Barbara, Tommy, C.Jay, Johnny, Linda (esposa de Johnny), Danny Fields, Legs McNeil, Daniel Rey, Ed Stasium e alguns músicos que tocavam com Dee Dee na época.
Johnny soube que tinha câncer de próstata em 1997 e após uma longa guerra contra sua doença faleceu no dia 15 de setembro de 2004, aos 55 anos. Morreu em Los Angeles ao lado da esposa Linda e de alguns amigos, entre eles Eddie Vedder, do Pearl Jam. Alguns destes amigos participaram da última empreitada de Johnny no rock.
Seu enterro foi em Los Angeles, com participação de músicos e amigos do guitarrista.
Desde o fim dos Ramones, o guitarrista se aposentou por completo mas se juntou ao vocalista Rob Zombie para produzir um tributo ao quarteto nova iorquino "We're a Happy Family: A Tribute to Ramones", que foi lançado em 2003 e se destacava de outros tributos ramônicos por trazer muitos artistas famosos do mundo do rock como Metallica, Kiss e U2. Vale lembrar que o encarte desse tributo foi desenhado por Stephen King.

#### Los Gusanos e Bad Chopper
Depois de três anos nos Ramones C.Jay formou os Los Gusanos apenas para se divertir. Neste quarteto C.Jay era o guitarrista e vocalista. Em 1994, a banda lançou seu primeiro EP, com quatro músicas. Após o fim dos Ramones C. Jay se dedicou à banda Los Gusanos que, em 1998, lançou seu primeiro álbum. Problemas com a gravadora, várias trocas de baterista e a saída do guitarrista Ed Lynch foram alguns dos motivos que fizeram com que a banda acabasse, em março de 2000.
C. Jay conheceu Chessa (sobrinha de Marky Ramone) quando ela tinha treze anos, mas apenas quatro anos depois começaram a namorar. Tempos depois moravam juntos no mesmo edifício de Marky e Marion. As coisas iam bem até Chessa engravidar. Se casaram no final dos anos 1990, tiveram dois filhos e, anos depois, se separaram. Na separação, Chessa levou tudo que C. Jay tinha. Ele vendeu tudo por causa do divórcio. Vendeu sua Harley, algumas armas de sua coleção e equipamentos musicais. Até seu disco de ouro do Ramones Mania teve que ser vendido com seu advogado.
Depois disso C. Jay(que agora é chamado de C. Jay Ward) formou o trio Warm Jets e lançou um compacto 7 polegadas. No meio de 2001, a banda mudou de nome para Bad Chopper, chegando a tocar no Brasil em duas datas do mês de setembro do mesmo ano. No Bad Chopper, C. Jay toca contrabaixo e canta músicas na linha dos Ramones e Stooges.
Em setembro de 2001, na casa de shows Hangar 110, em São Paulo, houve o lançamento mundial da banda. Em agosto de 2008, C. Jay esteve novamente no Brasil com o Bad Chopper, desta vez apresentando seu primeiro álbum, o "Bad Chopper".

#### Marky Ramone atualmente
Em 1996 quando os Ramones acabaram Marky já estava com seu futuro trabalho engatilhado. Marky Ramone and the Intruders, álbum homônimo, foi lançado no final do mesmo ano. Junto com Skinny Bones fazendo vozes e guitarra, Marky mostrava o mesmo trabalho percussivo cativante da época dos Ramones. Algumas faixas foram compostas e cantadas por Mark Neuman, ex-Sheer Terror. As letras variavam na trilogia cerveja, garotas e ressentimentos. Entre as 13 faixas do álbum uma nova e pouco interessante versão de Anxiety (anteriormente gravada em Mondo Bizarro), um cover de Better Things dos Kinks e 3 Cheers For You, uma homenagem aos sul-americanos, de Brasil, Chile e Argentina. Não coincidentemente, no final de 1996, Marky Ramone e sua nova banda já se apresentavam no Brasil ao lado de  Inocentes e Bad Religion.
Os Intruders vieram para o Brasil mais algumas vezes, mudaram de formação, lançaram um segundo e bom álbum produzido por Lars do Rancid e acabaram. Marky depois formou o Marky Ramone Group que depois se tornou Marky Ramone and the SpeedKings, projeto que lançou dois discos. No início de 2001 resolveu se juntar a Jerry Only e Dez Cadena e com eles tocar Misfits, Ramones e gravar o álbum Project 1950. Atualmente, faz shows esporádicos tocando Ramones, participou do filme "Escola do Rock 2" e finaliza um livro intitulado Faith and the Backbeat.
Em meados de 2004, Marky Ramone lançou um DVD com cenas de bastidores das turnês, gravadas com uma câmera amadora pela banda. RAW contém ainda um show gravado em 1980 na Itália e aparições na televisão, contando com aproximadamente cinco horas de material.
Em 8 de outubro de 2004, Tommy Ramone, C. J. Ramone, Elvis Ramone e Daniel Rey fizeram o show "Ramones Beat Down On Cancer" (Ramones contra o Câncer).
Em 2006, Marky Ramone gravou um CD ao vivo com a banda Tequila Baby, em que eles tocam alguns hits dos Ramones, entre eles, Rockaway Beach, Teenage Lobotomy, I Don't Care, Sheena Is a Punk Rocker, Pet Sematary, The KKK Took My Baby Away, I Don't Want You, Beat on The Brat, Poison Heart, I Believe in Miracles e Blitzkrieg Bop. Marky também gravou com os Raimundos.
Atualmente Marky está no Osaka PopStar, que juntou vários ícones do Punk norte-americano, como Jerry Only (The Misfits), Dez Cadena (Black Flag) e Ivan Julian (Richard Hell & The Voidoids). Sempre que pode, Marky passa pela América do Sul fazendo apresentações.

## Integrantes

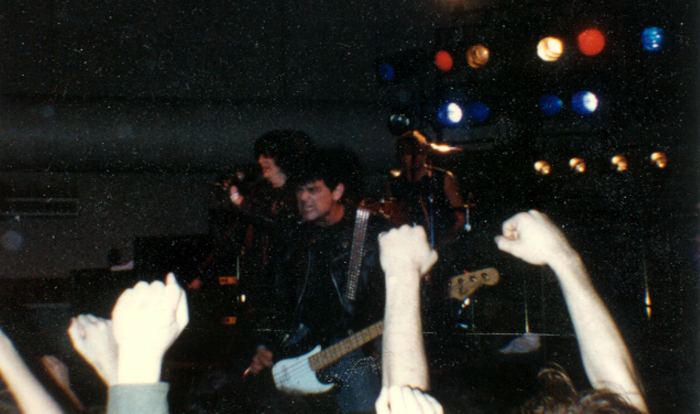
Os Ramones em concerto em 1983, em Seattle.

- Joey Ramone - vocal (1974-1996): Faleceu em decorrência de um câncer linfático em 15 de abril de 2001, em Nova Iorque. Sofria da doença havia anos, mas, com seu sistema imunológico enfraquecido devido a um pequeno acidente, o mal piorou.
- Johnny Ramone - guitarra (1974-1996): Morreu em decorrência de um câncer de próstata em 15 de setembro de 2004, em Los Angeles. Lutava contra a doença desde 1999.
- Dee Dee Ramone - baixo (1974-1989): Deixa a banda em agosto de 1989, nunca tendo voltado à banda. Foi encontrado morto em sua casa em Hollywood em 5 de junho de 2002, devido a uma overdose de heroína.
- Tommy Ramone - bateria (1974-1978): Após a gravação do terceiro disco, Tommy deixou a bateria e virou produtor da banda. Faleceu em 11 de julho de 2014, aos 65 anos de idade, em decorrência de um câncer no ducto biliar.
- Elvis Ramone - bateria (1987): Apresentou-se com a banda em duas ocasiões: 28 de agosto de 1987, em Providence, Rhode Island, e 29 de agosto de 1987.
- Marky Ramone - bateria (1978-1983; 1987-1996): Em 1983, Marky foi forçado a abandonar a banda por causa dos problemas com o álcool. Em 1987, voltou a ocupar o lugar de baterista após estar recuperado do alcoolismo.
- CJ Ramone - baixo (1989-1996): Substituiu Dee Dee Ramone de setembro de 1989 a 1996
- Richie Ramone - bateria (1983-1987): Substituiu Marky Ramone na bateria. Deixou a banda pois queria casar-se, também motivado por não receber participação nos lucros das vendas de camisetas e por não suportar o autoritarismo de Johnny Ramone.

## Influências da banda
Os Ramones, em especial Joey e Johnny, tiveram diversas influências, a maioria da época de 60. Desde pequenos admiravam bandas como Beatles, Stones, The Doors e The Who, além dos ídolos rockabilly e da surf music, como The Beach Boys, The Turtles, The Ventures, Kinks, Kansas, Trashmen e Elvis Presley.
Também foram muito influenciados pela bandas de bubblegum pop 1910 Fruitgum Company e Ohio Express. e pelas girl groups The Ronettes e The Shangri-Las

### Atos influenciados
Diversas bandas têm os Ramones como principal influência. Seus primeiros concertos na Inglaterra, influenciaram grandes nomes do Punk Rock, como os Sex Pistols e The Clash. Influenciaram também grandes nomes do punk e do hardcore, como Bad Brains, Black Flag, Dead Kennedys. Bandas influentes no cenário Punk Rock e hardcore punk nos anos 1980 como, Social Distortion, Bad Religion, e Pennywise. Outras bandas que foram influenciadas foram as da cena pós-punk, como The Smiths e The Cure, entre outras. Também bandas de pop-punk como The Vindictives, The Queers, The Mr. T Experience e The Beatnik Termites tiveram os Ramones como principal influência, e algumas dessas bandas regravaram os álbuns: Ramones, Leave Home, Rocket to Russia, Road to Ruin e Pleasant Dreams.
Em 1990 os Ramones já recebiam tributos (o primeiro deles intitulado Gabba Gabba Hey!), e a música composta por Lemmy, do Motörhead, "R.A.M.O.N.E.S.". O tributo We're A Happy Family destaca grandes nomes do rock, como Metallica, U2, Green Day,
The Offspring e Kiss. Os Ramones tiveram mais diversas homenagens, tributos e viraram até musical. Intitulada Gabba Gabba Hey, a peça estreou na Austrália e tem ambição de entrar em cartaz na Broadway.
No Brasil, uma forte influência dos Ramones é encontrada em uma das bandas mais salientes do hardcore nacional. Grandes fãs dos Ramones, a banda Raimundos fez grande sucesso no país. E no seu sétimo disco, Éramos Quatro, homenagearam seus ídolos com dez regravações, contando inclusive com Marky Ramone nas baquetas.Também atuou junto à banda Tequila Baby do Punk Rock do sul do pais, onde chegaram a gravar um Cd e um DVD ao vivo com Marky Ramone.

## Discografia

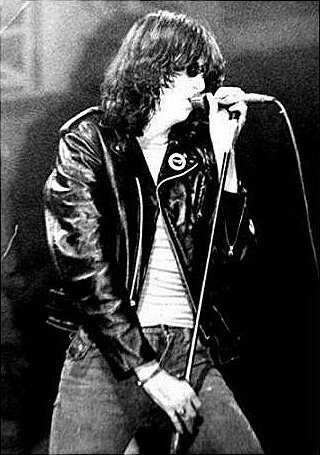
Joey Ramone em concerto, 1980

| Álbuns de estúdio - Ramones (maio de 1976) - Leave Home (janeiro de 1977) - Rocket to Russia (novembro de 1977) - Road to Ruin (setembro de 1978) - End of the Century (fevereiro de 1980) - Pleasant Dreams (julho de 1981) - Subterranean Jungle (fevereiro de 1983) - Too Tough to Die (outubro de 1984) - Animal Boy (maio de 1986) - Halfway to Sanity (setembro de 1987) - Brain Drain (maio de 1989) - Mondo Bizarro (10 de maio de 1992) - Acid Eaters (dezembro de 1993) - Adios Amigos (julho de 1995) | Álbuns ao vivo 1979 - It's Alive 1991 - Loco live 1996 - Greatest Hits Live 1997 - We're Outta Here! |

## Concertos no Brasil
- 1987 - Palace, São Paulo, SP
- 1991 - Dama Xoc, São Paulo, SP

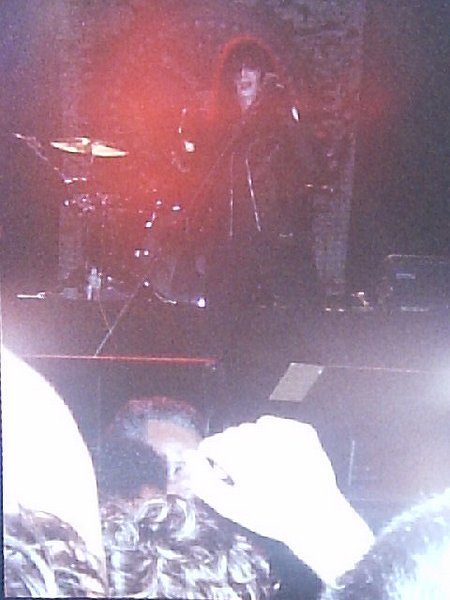
Joey Ramone em Porto Alegre, Rio Grande do Sul, 1991.

- 1991 - Gigantinho, Porto Alegre, RS
- 1992 - Olympia, São Paulo, SP
- 1992 - Canecão, Rio de Janeiro, RJ
- 1994 - Olympia (três concertos), São Paulo, SP
- 1994 - Circo Voador, Rio de Janeiro, RJ
- 1994 - Parque da Gameleira, Belo Horizonte, MG
- 1994 - Gigantinho, Porto Alegre, RS
- 1994 - Pavilhão da Santur, Balneário Camboriú, SC
- 1994 - Pedreira Paulo Leminski, Curitiba, PR
- 1996 - Metropolitan, Rio de Janeiro, RJ
- 1996 - Clube Atlético Aramaçan, Santo André, SP
- 1996 - Olympia, (três concertos), São Paulo, SP
- 1996 - La Boom, Mogi das Cruzes, SP